# Alaemon hamertoni
La alondra de Hamerton (Alaemon hamertoni) es una especie de ave en la familia Alaudidae. Es propia de África.
Existen 3 subespecies:
- A. h. alter: en la zona norte y noreste de Somalía.
- A. h. tertius: en la zona noroeste de Somalía.
- A. h. hamertoni: en la zona central de Somalía.

## Distribución y hábitat
Es endémica de Somalía y su hábitat natural son las praderas bajas secas subtropicales o tropicales.